# Capitán Cook (miniserie)
Capitán Cook (título original: Captain James Cook) es una miniserie de televisión biográfica de 1987 dirigida por Lawrence Gordon Clark y protagonizada por Keith Michell y John Gregg. 
La miniserie está basada en hechos reales sobre el marinero y explorador James Cook, que se hizo famoso gracias a tres expediciones que lo llevaron al océano Pacífico, prácticamente desconocido en el siglo XVIII.

## Argumento
En 1768, el Almirantazgo británico encargó al botánico Joseph Banks y al oficial naval James Cook una expedición al Pacífico para descubrir el legendario "Continente Sur".
Banks, el científico entre ambos, y Cook, el experimentado marino, no eran en absoluto amigos al principio de su viaje. Sin embargo, su respeto mutuo y su tono de voz mejoraron durante el transcurso de la travesía en el antiguo buque carbonero "Endeavour". No obstante, los conflictos eran inevitables. Cuando el "Endeavour" atracó en la bahía de Matavia, en la isla de Tahití, en el Pacífico, Cook y su tripulación fueron recibidos inicialmente con calidez por los isleños. Los marineros creían estar en el paraíso. Sin embargo sus diferentes culturas y estilos de vida pronto provocaron conflictos entre ingleses y tahitianos.

## Reparto
| Actor             | Personaje     |
| ----------------- | ------------- |
| Keith Michell     | James Cook    |
| John Gregg        | Joseph Banks  |
| Erich Hallhuber   | Teniente Gore |
| Jacques Penot     | Clerke        |
| Steven Grives     | Gibson        |
| Carol Drinkwater  | Elizabeth     |
| Xabier Elorriaga  | Sandwich      |
| Titaine Bourne    | Parita        |
| Fernando Rey      | Hawke         |
| Benjamin Franklin | Dalrymple     |

## Producción
La serie fue financiada con 5 millones de dólares de Revcom Francia, 2,25 millones de dólares de ABC y el resto con dinero de impuestos del 10BA.

## Recepción
Hoy en día la película ha sido valorada en portales cinematográficos. En IMDb, por ejemplo, con aproximadamente 342 votos registrados, el largometraje obtiene una media ponderada de 8,1 sobre 10. También hay que mencionar, que en el periódico La Vanguardia el 100 % de los usuarios registrados le dan una valoración positiva a la película.